# Emilio Picasso
Emilio Picasso (Genova, 9 luglio 1927 – 12 ottobre 2014) è stato un fisico italiano, direttore della Scuola normale superiore di Pisa.

## Biografia
Picasso ha studiato prima matematica e poi due anni fisica all'Università di Genova. Dopo il dottorato, ha iniziato a lavorarci come professore assistente di fisica sperimentale. All'inizio si tenne impegnato con la fisica atomica, ma poi i suoi interessi si spostarono verso la fisica delle particelle elementari. Ha quindi lavorato al Betatrone di Torino e poi al sincrotrone di Frascati. Negli anni 1961/62 ha lavorato in un gruppo guidato da Cecil Powell, che ha studiato i raggi cosmici con palloni aerostatici. È stato poi fino al '94 un post-doc al Bristol.
Due anni dopo, nel 1964, si unì al CERN per la ricerca sul momento magnetico anomalo dei muoni, che era un test di precisione per l'elettrodinamica quantistica. Il cosiddetto esperimento g meno 2 è stato un'idea di Leon Lederman. In questo periodo Picasso ha lavorato in stretta collaborazione con i fisici John Bailey, Francis Farley, Simon van der Meer, Guido Petrucci e Frank Krienen.
Successivamente Picasso si occupò della progettazione di un rivelatore superconduttore di onde gravitazionali. Nell'anno 1980 il direttore generale Herwig Schopper lo annunciò come capo progetto del LEP al CERN. Qui ha potuto usare la sua conoscenza dei superconduttori. All'inizio ha progettato un anello più grande, che doveva andare 12 km sotto le montagne del Giura. Ma a causa dell'elevata pressione dell'acqua, l'esperto di gallerie Giovanni Lombardi ha sconsigliato questo strato. Il 14 luglio 1989 il LEP è stato messo in linea come Picasso aveva promesso al presidente Jacques Chirac due anni prima. Nell'anno 1992 si dimette al CERN e diventa direttore della Scuola Normale Superiore di Pisa, dove prosegue in collaborazione con l'Università di Genova le sue ricerche sul rivelatore di onde gravitazionali che porteranno alla costruzione del rivelatore Virgo.
È stato membro dell'Istituto Max Planck di Monaco di Baviera dal 1980 al 1987, del Consiglio Scientifico dello Stanford Linear Accelerator Centre (Slac) di Stanford dal 1982 al 1986, membro onorario dal 1990 della Società di Fisica e di Scienze Naturali di Ginevra, distingued visiting professor dell'Università di Chicago, Istituto di Fisica Enrico Fermi (1991).
Era inoltre socio dell'Accademia Nazionale dei Lincei dal 1978.